# Hellmuth Unger
Friedrich Hermann Hellmuth Unger (pseudonymes : Fritz Herrmann, Hans Holm), né le 10 février 1891 à Nordhausen et mort le 13 juillet 1953 à Fribourg-en-Brisgau, est un médecin et écrivain allemand impliqué dans le programme d'« euthanasie » des enfants sous le Troisième Reich.

## Biographie
Hellmuth Unger étudie la médecine à l'université de Wurtzbourg, puis en 1913 à Rostock, Halle (Saale) et Leipzig. Il sert en 1915 comme médecin militaire en Galicie et dans les Carpates, tout en étant correspondant de guerre. Blessé, il obtient la Croix de fer de deuxième classe, puis rejoint Leipzig, où il se marie en 1916. Il est promu Docteur en médecine en 1917. Après deux années à la clinique ophtalmologique de Leipzig, Unger travaille comme ophtalmologue libéral de 1919 à 1929. Il voyage alors beaucoup, en Afrique, en Scandinavie, aux États-Unis, au Canada et dans les Caraïbes.
Hellmuth Unger écrit alors plusieurs pièces de théâtre ainsi que de nombreux romans.
Il abandonne en 1929 son cabinet et déménage à Berlin, où il travaille pour l'ordre des médecins. Si, en raison de son appartenance à une loge maçonnique, il n'adhère pas au NSDAP, il exerce cependant d'importantes responsabilités après la prise de pouvoir des nazis. Il est employé dès mai 1933 par l'organisme qui devient bientôt le Rassenpolitisches Amt der NSDAP, et fonde le journal Neues Volk; il devient l'attaché de presse de Gerhard Wagner comme de la Chambre des médecins du Reich. Après 1938, il est le rédacteur en chef de l'ensemble des publications médicales régionales allemandes, et diffuse en tant que membre de la Commission du Reich pour l'enregistrement scientifique des souffrances héréditaires et congénitales graves la propagande eugéniste et raciale du régime nazi. Il inspire ainsi le programme « d'euthanasie » des enfants mis en œuvre après 1938.
Les ouvrages d'Hellmuth Unger atteignent sous le Troisième Reich de forts tirages, tels sa biographie de Robert Koch (300 000 exemplaires vendus) ou son roman Sendung und Gewissen, dont est inspiré le film de propagande de 1941 Ich klage an.
Hellmuth Unger est à compter de 1942 correspondant de guerre pendant la Seconde guerre mondiale. Blessé, il est fait prisonnier par les troupes américaines alors qu'il officie comme traducteur médical. Libéré, il s'installe à Bad Harzburg, comme ophtalmologue, jusqu'en 1953.

## Ouvrages
- Die Lieder der hellen Tage, Gera 1912
- Sturm im Osten, Chemnitz 1915
- Welcher Eingriff empfiehlt sich bei infizierten Schußverletzungen des Kniegelenkes im Kriege?, Leipzig 1917
- Die Berge der Heimat, Reutlingen 1918
- Der Geächtete, Leipzig 1918
- Gottes Bote, Leipzig 1918
- Grettir, Leipzig 1918
- Blocksberg, Leipzig 1919
- Der große Fries, Dresden 1919
- Die Kentaurin, Leipzig 1919
- Schnurpels, Leipzig 1919
- Der verlorene Sohn, Leipzig 1919
- Joanna und Alexis, München 1920
- Die Nacht, Leipzig 1920
- Morells Milliarden, Leipzig 1921
- Die Verklärung Falaises, Leipzig 1921
- Karneol, Leipzig 1922
- Mammon, Leipzig 1922
- Mutterlegende, Leipzig 1922
- Spiel der Schatten, Leipzig 1922
- Der Sprung nach drüben, Berlin 1922
- Einsamkeit, Leipzig 1923
- Menschikow und Katharina, Leipzig 1923
- Goddins ewige Masken, Leipzig 1924
- Liebesaffären, Leipzig 1924
- Palette oder Ein Held dieser Zeit, Leipzig 1924
- Der verliebte Beifu, Leipzig 1924
- Der Mann mit hundert Masken, Leipzig 1925 (sous le nom de Hans Holm)
- Die Insel der Affen, Leipzig 1926
- Wunder um Beatrice, Leipzig 1926
- Eisland, Bremen 1928
- Die Flucht nach Sing-Sing, Berlin 1928 (sous le nom de Hans Holm)
- Ich fahr mit dir nach Teheran, Leipzig 1928 (sous le nom de Hans Holm)
- Legende vom Tod, Leipzig 1928
- Der Meister der Gilde, Berlin 1928 (sous le nom de Hans Holm)
- Passagiere, Leipzig 1928
- Helfer der Menschheit, Leipzig 1929
- Liebe und Champagner, Leipzig 1929 (sous le nom de Hans Holm)
- Heimkehr nach Insulinde, Berlin 1930
- Lenox wirbelt durch die Welt, Leipzig 1930 (sous le nom de Hans Holm)
- Dreiundzwanzig aus U.S.A., Berlin 1931
- Einmal, zweimal oder nie, Leipzig 1931 (sous le nom de Hans Holm)
- Die Hochzeitsinsel, Leipzig 1932 (sous le nom de Hans Holm)
- Schützenkönig wird der Felix, Leipzig 1932 (sous le nom de Hans Holm)
- Unter dem vollen Mond, Berlin 1932
- Die grüne Schlange, Berlin 1933 (avec Adolf Carsten Schmidt-Brake)
- Opferstunde, Berlin 1934
- Die Schweizer Reise, Berlin 1934
- Wunder und Geheimnis, München 1935
- Männer im Mond, Berlin 1936
- Pack-Eis, Berlin 1936
- Sendung und Gewissen, Berlin 1936
- Vom Siegeszug der Heilkunde, München 1936
- Germanin, Berlin 1938
- Das gesegnete Jahr, Berlin 1938
- Unvergängliches Erbe, Oldenburg, 1940
- Die Männer von Narvik, Oldenburg i.O. 1941
- Helfer und Soldaten, Berlin 1943
- Tage der Bewährung, Berlin 1944
- Das Geheimnis Leonardos, Burgdorf 1947
- Der Schwan vom Avon, Wien 1948 (sous le nom de Hans Holm)
- Wilhelm Conrad Röntgen, Hamburg 1949
- Louis Pasteur, Hamburg 1950
- Narkose, Hamburg 1951
- Virchow, Hamburg 1953